# Carin Kyle
Carin Kyle, död 14 april 1623, var en svensk hovfunktionär.

## Biografi
Carin Kyle var dotter till ståthållaren Hans Kyle på Stockholms slott och Anna Oxenstierna af Mörby. Hon blev 1612 hovmästarinna vid svenska hovet. Kyle avled 1623.

### Familj
Kyle gifte sig första gången 1589 med slottsloven Göran Stake (död 1593) på Vadstena slott. De fick tillsammans barnen Märta Stake och hovmarskalken Hans Stake (död 1624) hos hertig Johan av Östergötland.
Hon gifte sig andra gången 1 augusti 1619 på Råbäck i Medelplana socken med riksrådet och landshövdingen landshövdingen Bo Ribbing (1560–1640) i Värmlands län.